# Inčukalns (novads)
Pour l’article homonyme, voir Inčukalns.
Inčukalns est un novads de Lettonie, situé dans la région de Vidzeme. En 2021, sa population est de 7 622 habitants.